# U kandžama velegrada (2003.)
U kandžama velegrada prvi je "profesionalni" film Bore Leeja, snimljen tijekom jednog vikenda u listopadu 2003. godine s budžetom od 500-tinjak kuna. Redateljski tim (Mario Kovač, Krešimir Pauk i Ivan Ramljak) unio je u standardnu matricu Borinih filmova čitav niz inovacija - specijalne efekte, cameo gostovanja poznatih ličnosti, pop reference i zdravu dozu parodije.
Nakon čitavog niza rasprodanih projekcija diljem Hrvatske, Continental Film je otkupio prava na distribuciju filma te ga izdao u DVD formatu. Na sveopće iznenađenje, kompletna naklada je rasprodana što je učinilo ovaj film najprodavanijim hrvatskim filmom na DVD formatu svih vremena, a Boru Leeja dovelo do statusa hrvatske filmske akcijske zvijezde.
DVD također uključuje i audio-komentar trojice redatelja, prvi zabilježeni audio-komentar u povijesti filma na hrvatskom jeziku.
Mjesto radnje filma je u Zagrebu. Film je na hrvatskom jeziku. Traje 58 minuta. Glavne uloge su odigrali Boris Ivković, Ana Franjić (Anayoga), Mario Kovač, Krešimir Pauk, Bojan Petković, Cezar, Bruno Tomašić-Orfej.

## Vanjske poveznice
- IMDb stranica